# Futbol'nyj klub KAMAZ Naberežnye Čelny
Il Futbol'nyj klub KAMAZ Naberežnye Čelny (in russo Футбольный Клуб КАМАЗ Набережные Челны) o più semplicemente KAMAZ è una società calcistica russa con sede nella città di Naberežnye Čelny. Milita nella Pervaja Liga, la seconda divisione del campionato russo di calcio. 

## Storia
Il club fu fondato l'11 novembre 1981 presso la fabbrica della Kamaz col nome di Trud-PRZ. In epoca sovietica cominciò dai tornei regionali, per arrivare alla terza serie nel 1988 col nome di Torpedo.
Nel 1989 giunse settima, retrocedendo nella neonata quarta serie. Cambiato nome in KAMAZ nel 1990, fu immediatamente promosso in terza serie, rimanendovi fino all'anno seguente (che coincise con la dissoluzione dell'URSS) quando, la migrazione delle squadre delle varie nazioni non russe nei rispettivi neo nati campionati consentì alla squadra, di raggiungere la seconda serie russa.
Qui, dopo appena un anno, riuscì a raggiungere la massima serie. Vi rimase, con alterne fortune, per cinque stagione, raggiungendo come massimo risultato il 6º posto nel 1994. Nel 1995 cambiò nome in KAMAZ-Čally: con questa denominazione partecipò anche alla Coppa Intertoto 1996 dove, dopo aver vinto il proprio girone, fu eliminato in semifinale dal Guingamp.
Dopo una doppia retrocessione nel 1998 e nel 1999 si ritrovò in terza serie; nel 2001 riprese la denominazione di KAMAZ e, dopo cinque stagioni in Vtoroj divizion, tornò in seconda serie dove rimase ininterrottamente dal 2004 al 2012: nella stagione 2011-2012, infatti, si salvò sul campo, ma per ragioni finanziarie è stato retrocesso in terza serie.

## Palmarès

### Competizioni nazionali
- Vtoraja Nizšaja Liga: 1

1990 (Zona 7)
- Pervenstvo Professional'noj Futbol'noj Ligi: 1

2003 (Girone degli Urali-Volga)
- Vtoraja liga Rossii: 1

2020-2021

### Altri piazzamenti
- PFN Ligi:

Terzo posto: 2005, 2008
- Coppa Intertoto UEFA:

Semifinalista: 1996

## Organico

### Rosa 2016-2017
| N. |                   | Ruolo | Calciatore             |
| -- | ----------------- | ----- | ---------------------- |
| 1  | Russia (bandiera) | P     | Anatoli Malashenko     |
| 2  | Russia (bandiera) | D     | Yevgeni Mukhametzyanov |
| 6  | Russia (bandiera) | D     | Aizat Sadykov          |
| 8  | Russia (bandiera) | C     | Artur Akhmetgalimov    |
| 10 | Russia (bandiera) | A     | Rail Zaripov           |
| 11 | Russia (bandiera) | C     | Ruslan Ayukin          |
| 13 | Russia (bandiera) | P     | Valeri Ionin           |
| 14 | Russia (bandiera) | C     | Aleksandr Tenyaev      |
| 15 | Russia (bandiera) | D     | Artur Shaydullin       |
| 17 | Russia (bandiera) | C     | Denis Sobolev          |
| 19 | Russia (bandiera) | A     | Arsen Goshokov         |
| 20 | Russia (bandiera) | C     | Nikita Rodionov        |

| N. |                   | Ruolo | Calciatore            |
| -- | ----------------- | ----- | --------------------- |
| 21 | Russia (bandiera) | C     | Maksim Zhestkov       |
| 22 | Russia (bandiera) | D     | Vladimir Klontsak     |
| 23 | Russia (bandiera) | C     | Anton Kilin           |
| 27 | Russia (bandiera) | D     | Stanislav Lebamba     |
| 28 | Russia (bandiera) | A     | Roman Maksimov        |
| 30 | Russia (bandiera) | C     | Denis Arlashin        |
| 31 | Russia (bandiera) | C     | David Khubaev         |
| 48 | Russia (bandiera) | C     | Aleksandr Shinkarenko |
| 55 | Russia (bandiera) | D     | Ilnur Mukhametdinov   |
| 88 | Russia (bandiera) | C     | Artur Igoshev         |
| 91 | Russia (bandiera) | D     | Bulat Sadykov         |
|    | Russia (bandiera) | D     | Oleg Bondarev         |

### Rosa 2015-2016
| N. |                   | Ruolo | Calciatore        |
| -- | ----------------- | ----- | ----------------- |
| 1  | Russia (bandiera) | P     | Maksim Pavlov     |
| 4  | Russia (bandiera) | D     | Vladimir Klontsak |
| 5  | Russia (bandiera) | D     | Evgeni Shlyakov   |
| 8  | Russia (bandiera) | C     | Semen Fedotov     |
| 9  | Russia (bandiera) | A     | Maksim Barsov     |
| 10 | Russia (bandiera) | A     | Pavel Safronov    |
| 11 | Russia (bandiera) | C     | Artur Gazdanov    |
| 13 | Russia (bandiera) | P     | Valeri Ionin      |
| 14 | Russia (bandiera) | C     | Mikhail Pimenov   |
| 16 | Russia (bandiera) | P     | Aleksandr Agapov  |
| 17 | Russia (bandiera) | D     | Sergey Volosyan   |
| 19 | Russia (bandiera) | A     | Arsen Goshokov    |

| N. |                    | Ruolo | Calciatore                |
| -- | ------------------ | ----- | ------------------------- |
| 22 | Ucraina (bandiera) | D     | Andriy Sakhnevych         |
| 23 | Russia (bandiera)  | C     | Anton Kilin               |
| 27 | Russia (bandiera)  | D     | Stanislav Lebamba         |
| 30 | Russia (bandiera)  | C     | Denis Arlashin            |
| 36 | Russia (bandiera)  | D     | Dmitri Grachev            |
| 42 | Russia (bandiera)  | C     | Jurij Kirillov            |
| 77 | Russia (bandiera)  | P     | Artem Moskvin             |
| 88 | Russia (bandiera)  | D     | Irek Ganiev               |
| 90 | Russia (bandiera)  | C     | Oleg Polyakov             |
| 94 | Russia (bandiera)  | C     | David Khubaev             |
| 99 | Russia (bandiera)  | A     | Sergej Davydov (capitano) |